# Бессмертный полк
«Бессме́ртный полк» — общероссийское движение в память о героях-участниках Великой Отечественной войны, а также название акций-шествий, организуемых данным движением. Участники ежегодно в День Победы проходят колонной по улицам городов с фотографиями своих родственников — участников Великой Отечественной войны, подпольщиков, бойцов Сопротивления, тружеников тыла, узников концлагерей, блокадников, детей войны, — и записывают семейные истории о них в Народную летопись на сайте движения.
Движение в его современном виде было инициировано в 2011 году в Томске журналистами Сергеем Лапенковым, Сергеем Колотовкиным и Игорем Дмитриевым. В течение нескольких лет география акций получила радикальное расширение, в том числе за пределы России: в 2014 году шествие состоялось в 7 странах, в 2016 году — более чем в 50, а в 2018 году оно охватило свыше 80 государств мира.
В 2020 и 2021 годах акции 9 мая прошли в онлайн-формате ввиду экстраординарной эпидемической ситуации. В 2023 и 2024 годах из-за напряжённой в связи с вторжением российских войск на территорию Украины обстановки и проблем безопасности российские власти также решили не проводить уличных шествий.
Наряду с «Бессмертным полком» существует близкое по названию и целям движение «Бессмертный полк России», стремящееся усилить государственно-идеологическую направленность мероприятий. Сами участники акций часто не знают о данном организационном нюансе, а в СМИ названия со словом и без слова «Россия» нередко взаимно заменяются. На 2019 год особых разногласий между движениями не было, но к 2022—2023 годам, по мнению председателя Совета «Бессмертного полка» Сергея Лапенкова, вмешательство властей выродило изначальный смысл акции, и она превратилась в «полностью искусственную». Тем не менее два движения остаются партнёрами.
Мероприятия 2025 года в РФ проводились как в виде шествий, так и в других форматах.

## Предыстория
Ещё до появления названия «Бессмертный полк» похожие акции были организованы в некоторых городах СССР. Самая ранняя из известных — в 1965 году: учащиеся новосибирской школы № 121 прошли по улицам города с фотографиями участников войны.
В постсоветские годы подобные мероприятия имели место как в России, так и в ряде других государств, а в 2007 году — в Тюмени. По собственному признанию Председателя совета ветеранов Тюменской области Геннадия Иванова, увиденный в 2007 году сон с картиной шествия подтолкнул его к идее организации «Парада Победителей», на котором люди с портретами своих родственников-фронтовиков прошли по главной улице Тюмени. Марш потомков «Заменим вас в строю!» прошёл в 2009 году в Севастополе.

## История

### Первая акция под названием «Бессмертный полк»
В 2011 году в Томске журналисты Сергей Лапенков, Сергей Колотовкин и Игорь Дмитриев заметили, что всё меньше и меньше ветеранов принимает участие в уличных шествиях в День Победы, и решили восстановить справедливость: герои, отстоявшие свободу страны, должны видеть праздник — пусть даже с фотографий. Они опирались на стихийно возникшую ещё в советское время традицию, когда люди приносили фотографии своих родственников к мемориалам павшим. День 9 мая 2012 года и стал датой рождения движения в его современном виде: тогда по призыву инициаторов проекта (получивших поддержку местной телекомпании «ТВ2») по улицам Томска прошла колонна жителей города, которые несли в руках плакаты с фотопортретами своих родственников, воевавших в Великой Отечественной войне. В акции, получившей название «Бессмертный полк», приняло участие более шести тысяч человек, которые несли более двух тысяч портретов участников войны.

### Расширение географии акции (2012—2014)

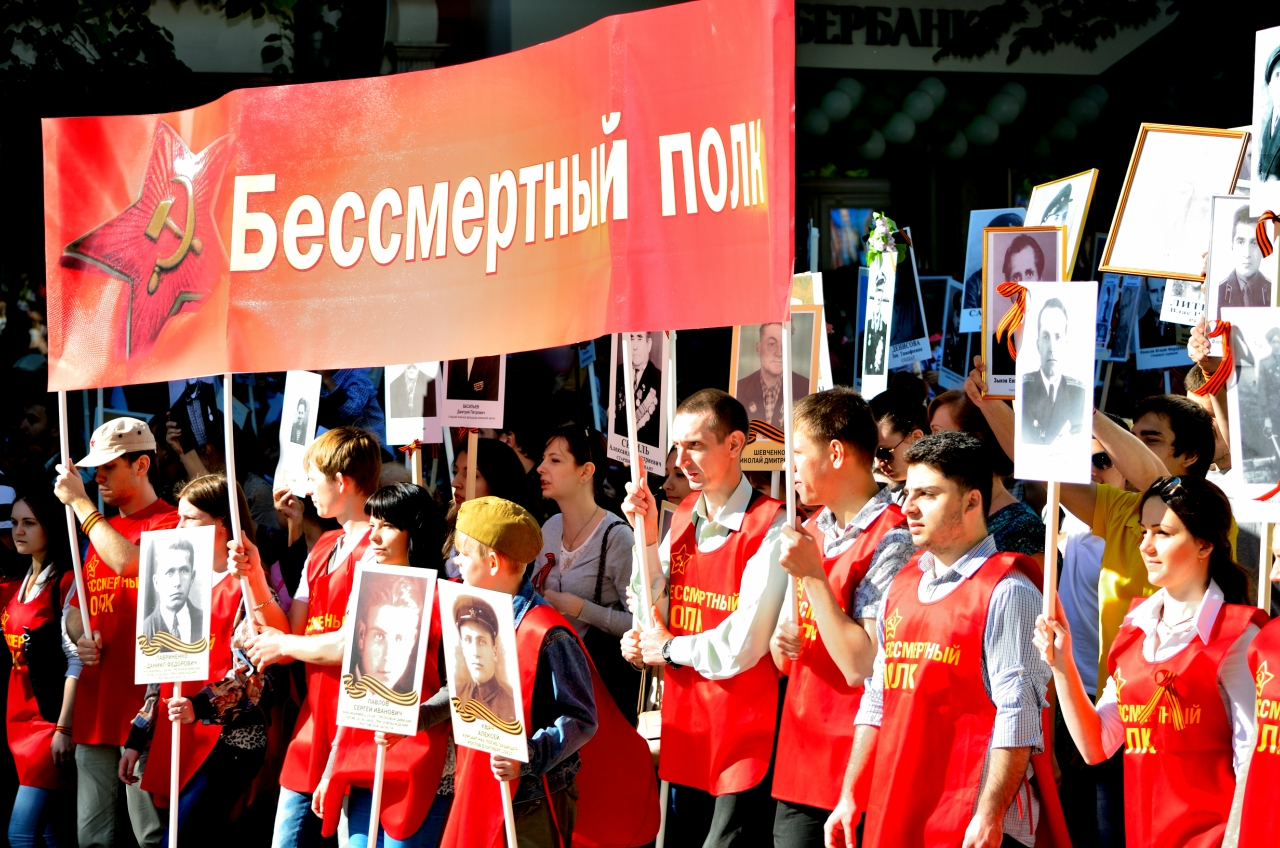
Шествие «Бессмертного полка» в Ростове-на-Дону, 9 мая 2013 года

Освещение в региональных и федеральных СМИ привело к тому, что популярность идеи, предложенной создателями акции, резко выросла. После мая 2012 года вокруг Томска начало складываться сообщество координаторов из разных городов и стран. В декабре 2012 года желание организовать акцию у себя высказали представители более 15 городов России. К февралю 2013 года количество городов выросло до 30, в четырёх странах (Россия, Украина, Казахстан, Израиль). В 2013 году к 68-летию Победы в Великой Отечественной войне акция была проведена в 120 городах и сёлах России (в одном только Томске количество участников значительно превысило обычную штатную численность полка как подразделения).
В 2013-м Андрей Кудряков организует первое шествие «Бессмертного полка» в Ростове-на-Дону. Первое шествие собрало 5000 участников, к 2018 году их количество выросло до 200 тыс. человек.
В 2014 году количество городов выросло до 500 — «Бессмертный полк» в тот год прошёл в 500 городах в семи странах мира.
В 2012 году была начата Народная летопись «Бессмертного полка». На официальном сайте «Бессмертного полка» moypolk.ru потомки ветеранов вносят в неё свои семейные истории.
В 2013 году московский депутат Николай Земцов вместе с народным артистом СССР Василием Лановым впервые провели шествие «Бессмертного полка» в Москве на Поклонной горе, в котором приняли участие около тысячи человек.

### Формирование общественного движения
В январе 2014 года томские организаторы «Бессмертного полка» зарегистрировали общественное движение МИПОД «Бессмертный полк», получив свидетельство некоммерческой организации. Акцию в разных городах и регионах проводили координаторы МИПОД «Бессмертный полк», а также люди, не состоявшие в формальных отношениях с некоммерческой организацией. Руководит народным движением Штаб «Бессмертного полка», в который, наряду с организаторами Гражданской инициативы 9 Мая 2012 года, входят организации и граждане, разделяющие положения Устава и выразившие готовность стать координаторами Полка в своем регионе.
В мае 2014 года состоялась встреча координаторов «Бессмертного полка» (Григорий Кунис (Санкт-Петербург), Сергей Лапенков (Томск), Елена Скорнякова (Челябинск)) с рабочей группой оргкомитета «Победа». Оргкомитет принял решение «…одобрить деятельность администраций городов Российской Федерации по обеспечению проведения… акции [„Бессмертный полк“], где она прошла в 2014 г. наиболее массово», а также «рекомендовать органам исполнительной власти субъектов Российской Федерации и органам местного самоуправления, по возможности, оказывать содействие Межрегиональному историко-патриотическому движению „Бессмертный полк“ moypolk.ru в проведении… массовых патриотических мероприятий и в их информационном сопровождении».

### 2015—2019 годы

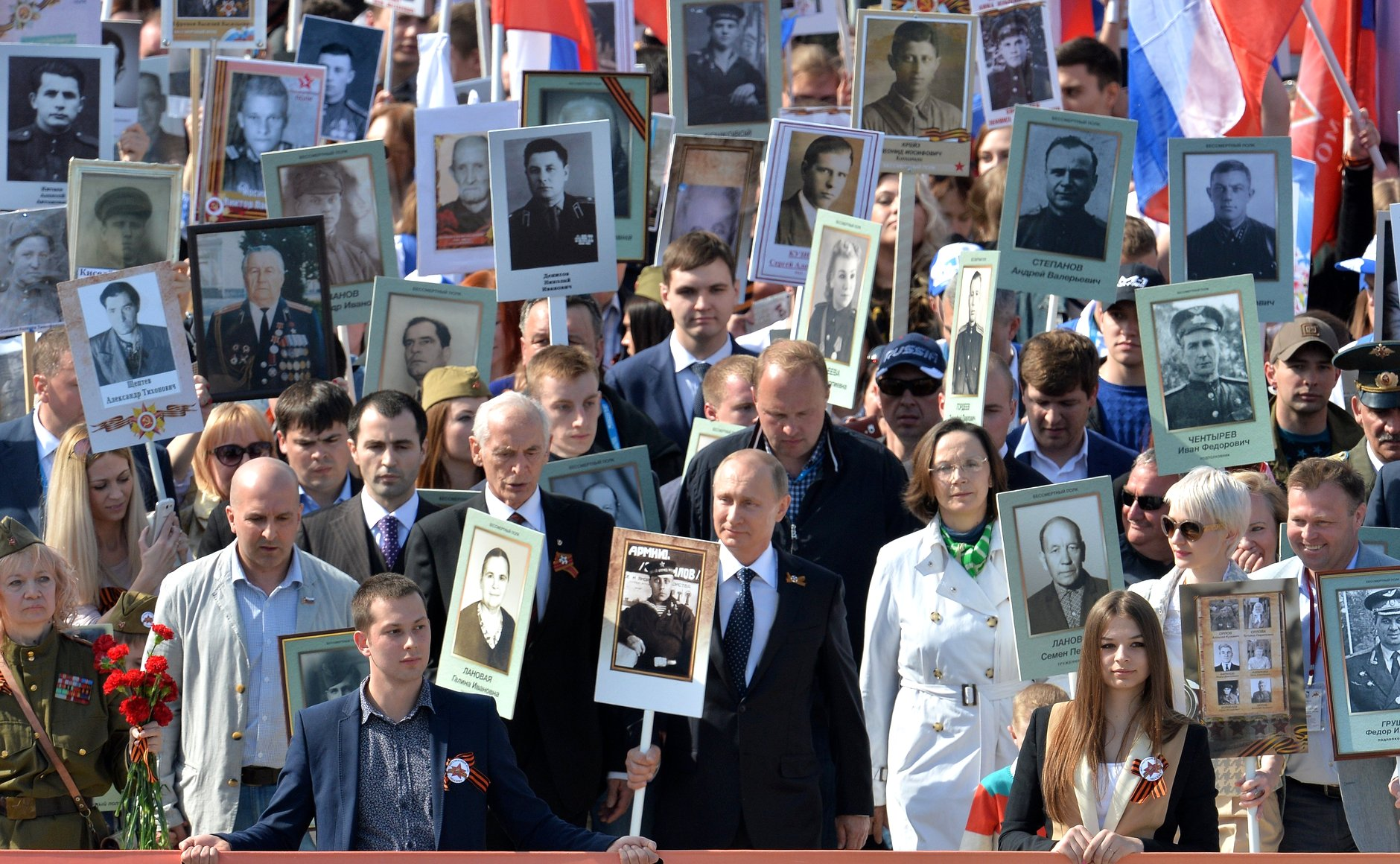
Президент России Владимир Путин на шествии «Бессмертного полка» в Москве, 9 мая 2015 года. Левее Путина — народный артист СССР Василий Лановой и руководитель РПОД «Бессмертный полк — Москва» Николай Земцов, правее — народная артистка РСФСР Ирина Купченко.

«Бессмертный полк» в Рязани, 9 мая 2016 года

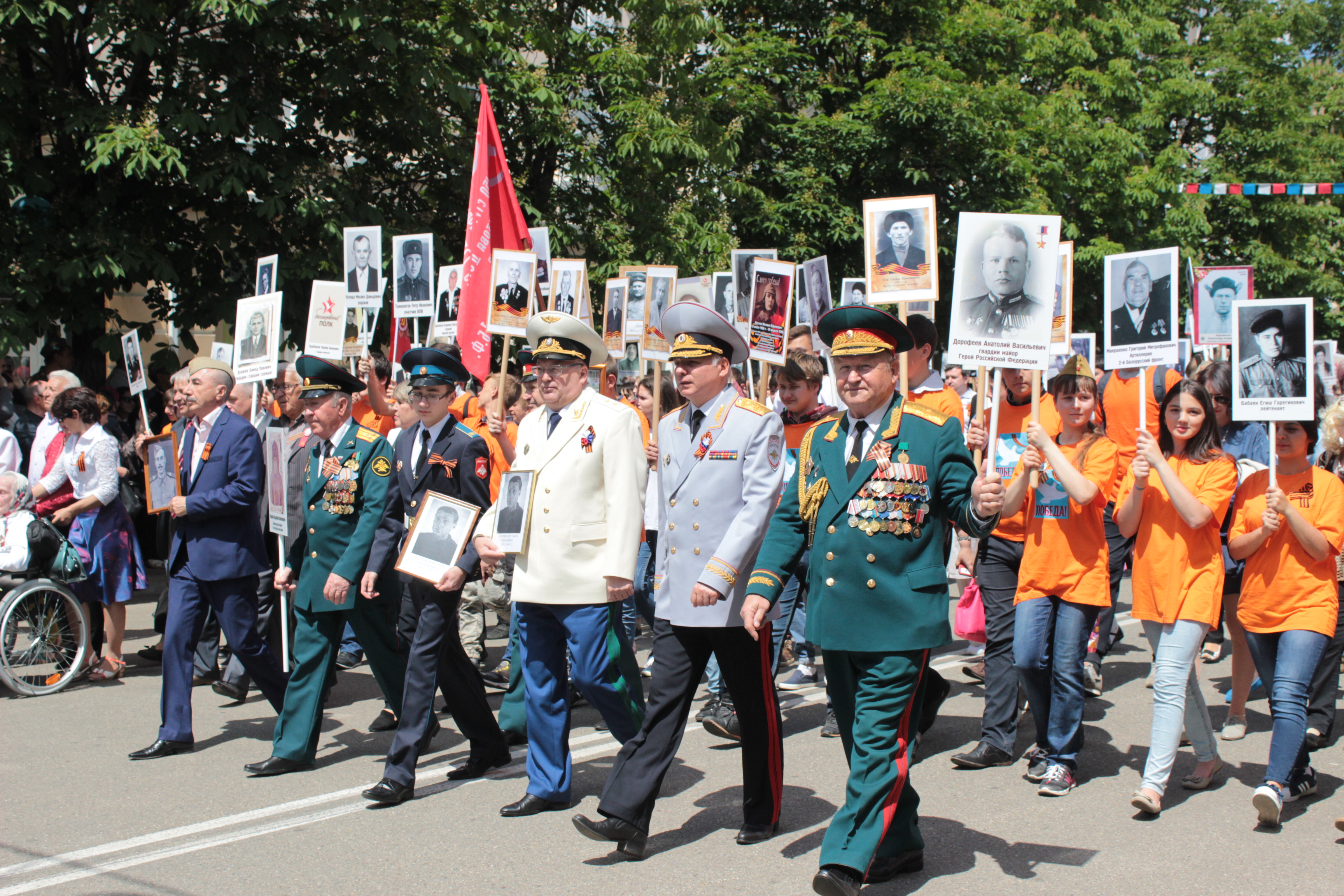
«Бессмертный полк» в Майкопе, 9 мая 2016 года

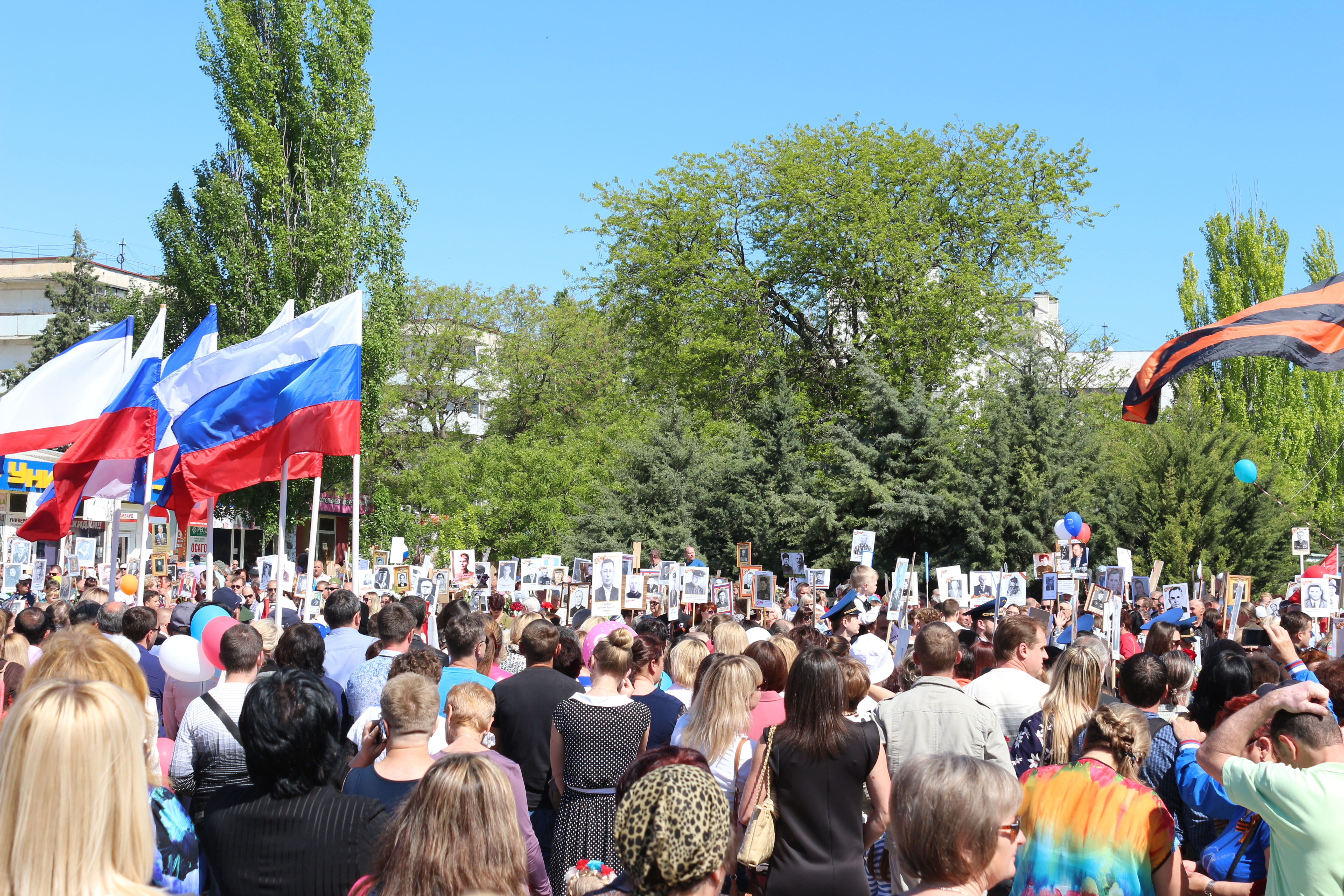
«Бессмертный полк» в Саках, 9 мая 2016 года

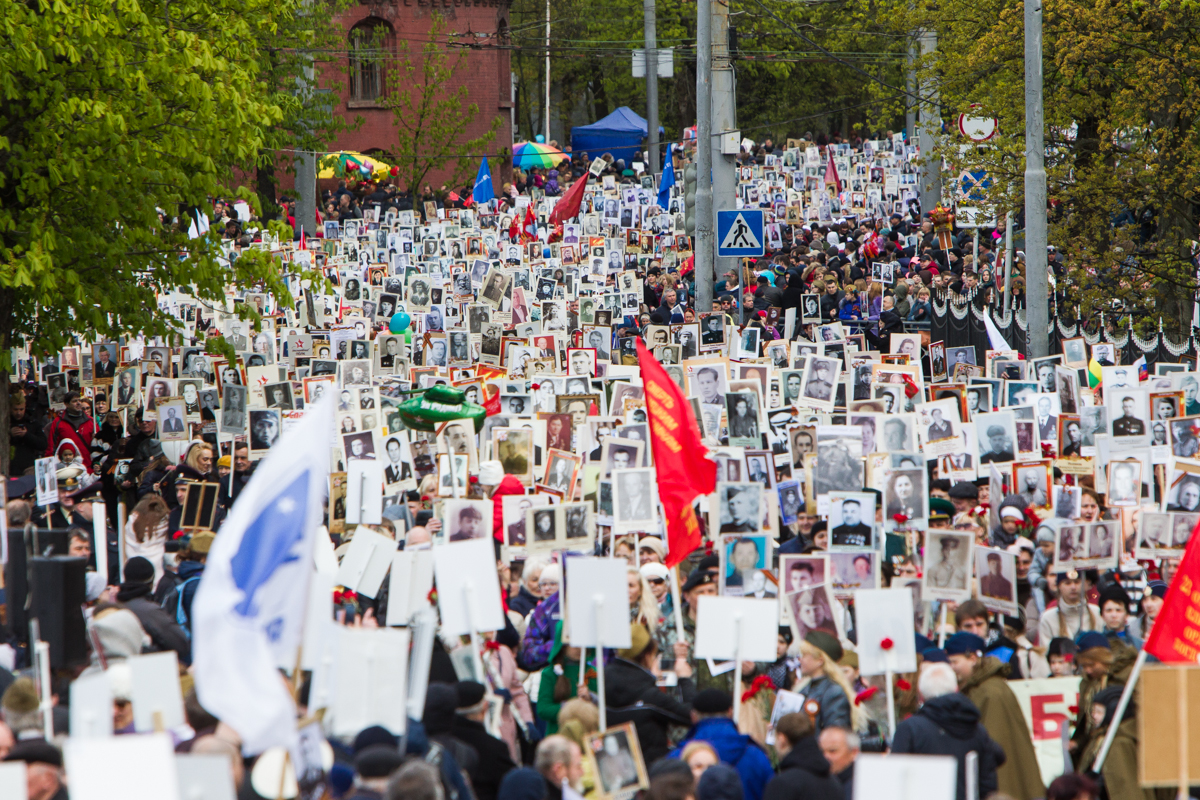
«Бессмертный полк» в Калининграде, 9 мая 2017 года

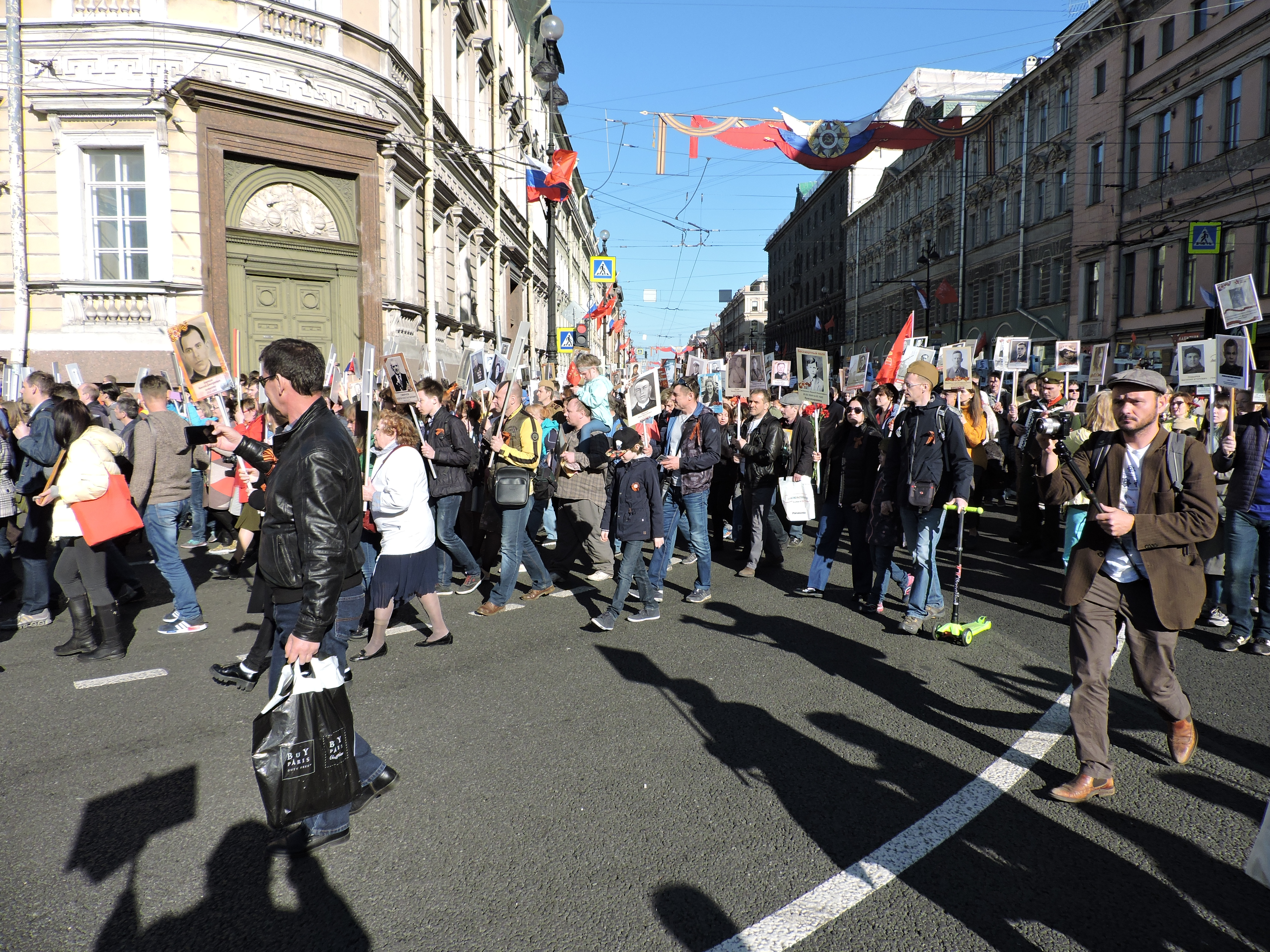
«Бессмертный полк» в Санкт-Петербурге, 9 мая 2018 года (конец шествия)

В 2015 году московские организаторы предложили провести шествие «Бессмертного полка» на Красной площади. Для получения необходимого разрешения соответствующий запрос на имя Президента Российской Федерации был направлен от имени трёх общественных организаций: «Бессмертного полка — Москвы», Общероссийского народного фронта и Общественной палаты Российской Федерации. 9 мая 2015 года акция «Бессмертный полк», впервые прошла по Красной площади после военного парада к 70-летию Победы. Намерение принять участие в шествии выразили более 150 тысяч человек. По данным полиции, в ней приняли участие более 50 тысяч человек включая президента России Владимира Путина, который пронёс портрет своего отца-фронтовика. Колонна прошла от Белорусской площади до Кремля и завершила шествие на Москворецкой набережной. Проведение шествия обошлось государственному бюджету в сумму около 7 млн рублей.
С учётом масштаба запланированного мероприятия накануне 9 мая организаторы собирали в Москве региональных координаторов «Бессмертного полка» для обсуждения хода подготовки к акции, обеспечения взаимодействия и координации с московскими властями и правоохранительными органами. Это вызвало опасения у создателей акции в связи с возможным перехватом инициативы и сбором участников по разнарядке.
В конце мая 2015 года основатели движения «Бессмертный полк» опубликовали открытое письмо к Владимиру Путину, в котором сообщили о появлении предложений к членам движения от представителей из Общественной Палаты и ОНФ работать координаторами, но уже «на окладе, с записью в трудовой книжке, под опекой данных структур», что влечёт за собой формализацию движения. По словам Сергея Лапенкова, из «низовой, народной инициативы» хотят сделать подотчётную организацию, а предстоящий съезд как раз призван подготовить для неё площадку: «Наши координаторы не хотят участвовать в политике, но перед ними выбор: они опасаются, что, если они не поедут на эти съезды, потом у них могут возникнуть проблемы с проведением акций на 9 Мая». Авторы письма просили президента РФ отказаться от «замены назначенными функционерами-„полководцами“ действующих координаторов» и сохранить «существующую не первый год модель организации», построенную на взаимодействии с местными властями напрямую, без посредников в виде партийных и любых других структур.
30 сентября 2015 года было зарегистрировано общероссийское общественное гражданско-патриотическое движение «Бессмертный полк России». За его создание высказались представители 60 регионов России, собравшиеся 2 июня 2015 года на съезде в городе воинской славы Вязьме в Смоленской области. На эмблеме движения — Георгий Победоносец (в отличие от Журавля на логотипе «Бессмертного полка»).
На том этапе существовали опасения, что появление нового движения с созвучным «Бессмертному полку» наименованием переведёт акцию из формата выражения народной памяти в формат бюрократического мероприятия по государственно-патриотической пропаганде.
Но впоследствии был достигнут определённый консенсус — например, «о единых принципах организации и проведения шествия 9 мая» (2019 год).
Изначально, одной из своих перспективных задач организаторы гражданской инициативы видели превращение «Бессмертного полка» в народную традицию празднования Дня Победы.
Председателем попечительского совета патриотической акции «Бессмертный полк» являлся Народный артист СССР Василий Лановой. Гимн движения написали композитор Максим Дунаевский и поэтесса Мария Левашко.
9 мая 2019 года в акции «Бессмертный полк» в Санкт-Петербурге приняли участие более 1 млн человек.
В 2019 году Банк России использовал стилизованное изображение «Бессмертного полка» на реверсе монет, посвященных 75-летию Победы советского народа в Великой Отечественной войне 1941—1945 гг.

Монеты Банка России, посвященные 75-летию Победы советского народа в Великой Отечественной войне 1941—1945 гг., выпущенные в 2019 году
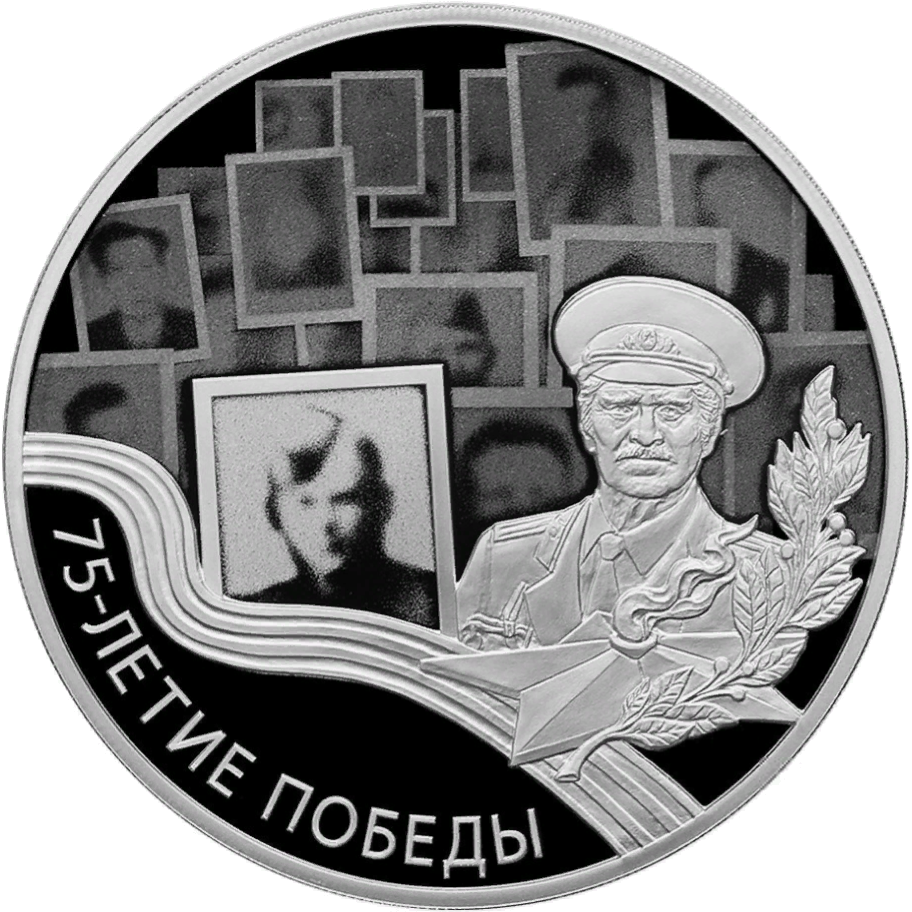
Монета номиналом 3 рубля, серебро
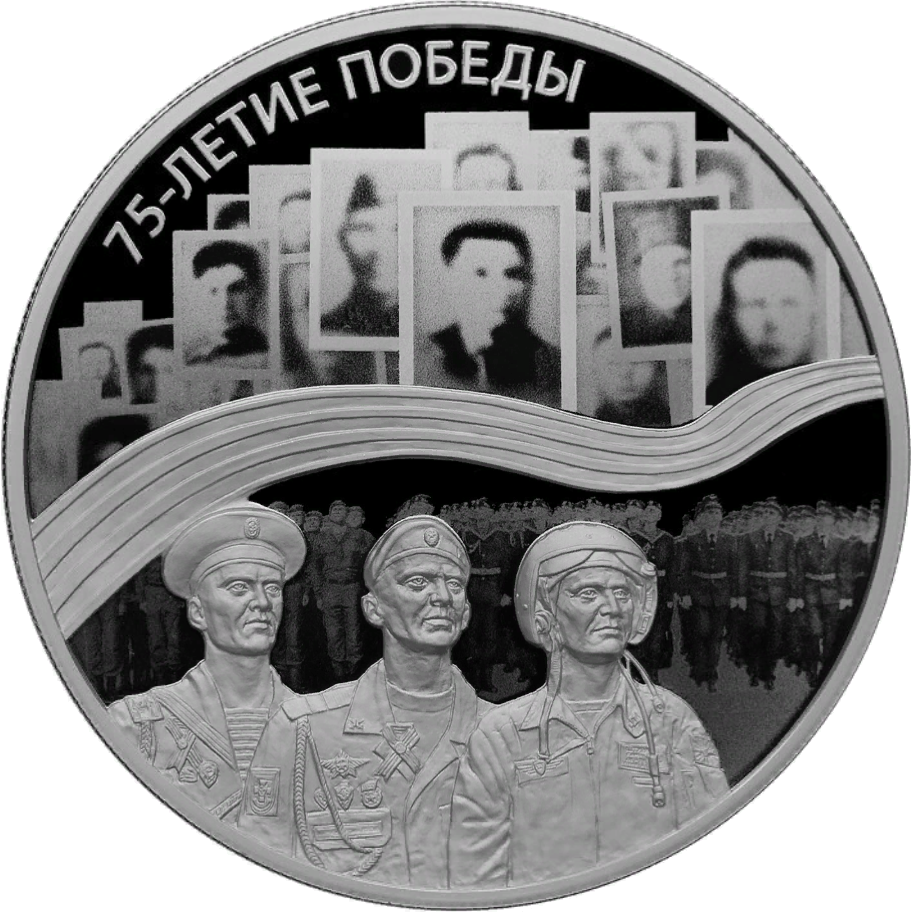
Монета номиналом 25 рублей, серебро
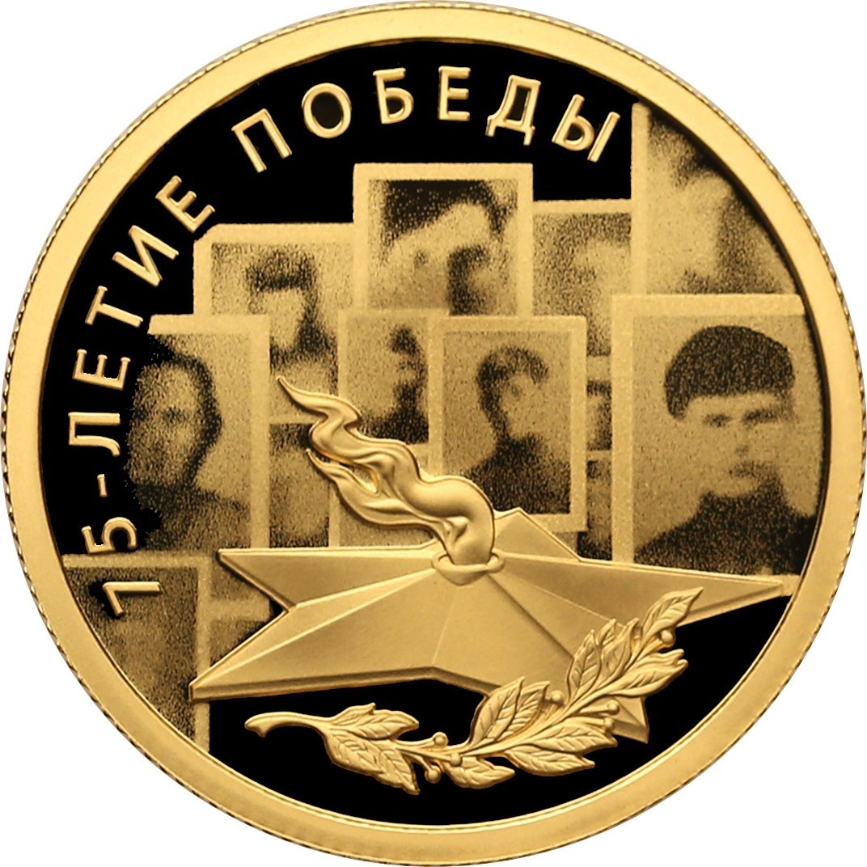
Монета номиналом 50 рублей, золото

### Особенности формата акций 2020 и 2021 годов
С ранней весны 2020 года мир столкнулся с пандемией коронавирусной инфекции — высококонтагиозной и высоколетальной разновидности ОРВИ; на начало мая, угроза сохранялась практически во всех странах, кроме (отчасти) Юго-Восточной Азии. В такой ситуации правительством РФ было решено внести радикальные изменения в порядок празднования 75-летия Победы в Великой Отечественной войне (9 мая 2020).
Марши «Бессмертного полка» в России 9 мая 2020 г. были отменены. Вместо этого проводилась онлайн-акция. В 2020 и 2021 годах в акции «Бессмертный полк онлайн» было размещено порядка 2,5 млн анкет. Каждый участвующий мог загрузить фото родственника-ветерана и сведения о нём на специальных сайтах; поступило около 2,7 млн заявок. Нашлись провокаторы, размещавшие фотографии нацистских преступников; были возбуждены уголовные дела по ст. 354.1 УК РФ «реабилитация нацизма», жителя Перми приговорили к 200 часам обязательных работ за портрет Власова. Затем был смонтирован и выпущен в эфир как бы бесконечный диафильм из череды портретов и историй героев войны. Трансляция началась 9 Мая и заняла 20 дней, её посмотрели около 25 миллионов человек со всего мира.
Подобные онлайн-акции организовывались и в ряде других стран, например в Испании и Андорре.
Другим вариантом участия являлась замена аватара на своей социальной странице на фото фронтовика или труженика тыла. Кроме того, россияне исполнили песню «День Победы» с балконов жилых домов.
Шествие 2020 года предполагалось провести 26 июля — в День ВМФ, через месяц после парада Победы, который в 2020 году перенесли на 24 июня.
Как думалось, к середине июля эпидемиологическая ситуация нормализуется — но этого не произошло. 16 июля организаторы перенесли марш на неопределённый срок, а 20 июля утвердили его перенос на 2021 год, что было поддержано президентом России В. В. Путиным.
Несмотря на позитивные тренды и начало вакцинации, на середину весны 2021 года ситуация с коронавирусом в России оставалась непростой. Поэтому акции 9 мая 2021 года было решено провести, как и в 2020 году, в онлайн-формате. Но, в отличие от 2020 года, трансляции осуществлялись раздельно по субъектам РФ, чтобы в каждом регионе люди смогли увидеть в строю всех своих земляков, и мероприятие прошло в один день. Число участников онлайн-шествия-2021 составило порядка 5 млн; как и год назад имели место попытки размещения фото фашистов и атаки хакеров на сайт Полка.
Организаторы надеялись провести марш в традиционном формате 24 июня 2021 года, однако эпидемическая обстановка заставила отказаться от намерения.

### 2022 год
К середине весны 2022 года заражаемость коронавирусом значительно ослабла, хотя и не сошла на нет. Было решено, что акции в городах России могут быть проведены, как раньше, в формате шествия.
На этот раз, наряду с портретами ветеранов Великой Отечественной войны и тружеников тыла тех лет, в «строю» разрешалось нести фотографии воинов, погибших в Афганистане, в ходе первой и второй чеченской войны, а также в начатом 24 февраля 2022 года вторжении на Украину. Авторы идеи «Бессмертного полка» восприняли это как искажение сути движения, которое не имеет политического подтекста и посвящено памяти именно тех, кто победил фашизм в 1941—1945 годах. Наметился раскол между организаторами «Бессмертного полка» и «Бессмертного полка России», вплоть до просьб авторов идеи «Бессмертного полка» не связывать их с происходящим на улицах, потому что пропал первоначальный смысл.
Марши «Бессмертного полка» в 2022 году были организованы почти в 90 странах мира, в том числе впервые в Венесуэле. В ряде стран они состоялись на несколько дней раньше (так, 6 мая «Бессмертный полк» прошёл в Вифлееме, колонна состояла в основном из выходцев из смешанных русско-палестинских семей, десятилетиями хранивших память о предках, воевавших на полях Второй мировой).
В 2022 году, на фоне нападения России на Украину, шествие было запрещено в США, Великобритании, Казахстане и Ирландии.

### 2023 и 2024 годы
В 2023 году власти решили не проводить массовых шествий и отменить «Бессмертный полк». По официальной версии — из-за проблем безопасности и напряжённой в связи с вторжением российских войск на территорию Украины общей обстановки. Представители центрального штаба движения «Бессмертный полк России» предложили использовать иные форматы, среди которых виртуальное шествие с трансляцией онлайн, «Окна Победы», Бессмертный автополк, «Стены памяти». Решение отказаться от уличных маршей привлекло внимание не только российских, но и мировых СМИ. Высказывались предположения, что власти РФ, наряду с провокациями, опасались антивоенных акций и того, что люди понесут портреты погибших в войне против Украины, которых могло оказаться намного больше по сравнению с данными Минобороны. По мнению историка Максима Кузахметова, Россия старается организовать чувство наступающей победы, и «Бессмертный полк» с портретами погибших в войне с Украиной мог этому повредить.
Несмотря на отсутствие централизованной координации, в некоторых городах самоорганизовались небольшие спонтанные шествия. Люди приходили на шествия с антивоенными плакатами, посвященными войне с Украиной. Были задержаны и оштрафованы как минимум 22 человека.
Вне России, во многих государствах акции «Бессмертного полка» 2023 года прошли в обычном уличном формате. Шествия состоялись в Армении, Корее, Австралии, Испании, Ливане, Венесуэле, Франции, Германии, и других странах.
По тем же, что и в 2023 г., причинам на территории России были отменены шествия Полка в 2024 году, хотя другие форматы, в первую очередь онлайн, широко использовались. Единственным российским регионом, где всё же решили провести марши, стал Кузбасс: в Кемеровской области в Бессмертном полку приняли участие более ста тысяч человек; наряду с портретами ветеранов Великой Отечественной войны, некоторые участники несли фото погибших на Украине. По-прежнему, мероприятия совместно организовывались движениями «Бессмертный полк» и «Бессмертный полк России», несмотря на определённые различия в идейном фундаменте. В ряде стран (Аргентине, ДР Конго, Испании, Вьетнаме, Австралии, Молдове, Германии и др.) прошли уличные акции Полка-2024; в большинстве случаев число участников составляло несколько сотен. Есть государства (Киргизия, Казахстан) где, как и в РФ, шествия не состоялись из-за опасности провокаций.

### 2025 год
2025 год — год восьмидесятилетия победы советского народа в Великой Отечественной войне. Мероприятия «Бессмертного полка» 9 мая в городах России проходили в смешанном формате, в том числе в виде шествий. Решение о проведении марша в конкретном населённом пункте принимали региональные власти; из крупнейших городов РФ одним из первых о выборе в пользу традиционного пешего строя сигнализировал Санкт-Петербург. Онлайн-акции состоялись везде, приём заявок на участие в них начался 23 апреля. Причиной не повсеместной организации шествий является продолжающийся военный конфликт России с Украиной и связанные с ним угрозы провокаций, особенно в центральных и западных регионах РФ.  
Во многих городах, где мероприятия проводились очно, число участников становилось исторически рекордным: так, в Калининграде промаршировали 68 тыс., в Уфе 200 тыс., а в Санкт-Петербурге 1 млн 100 тыс. человек. В Москве официального шествия не было, но сотни москвичей самоорганизовались и вышли на уличные акции.
Марши «Бессмертного полка», как и в прошлые годы, состоялись во многих государствах вне России; в числе других в СМИ были сообщения об акциях в Аргентине, КНР, США, Танзании.

## Организаторы и финансирование

Изображение товарного знака ООД «Бессмертный полк России»

С 2015 года одним из организаторов шествия «Бессмертного полка» является Всероссийское общественное движение «Волонтёры Победы» (на 2018 год оно было представлено в 76 регионах России), соучредителями которого являются следующие лица:
- Елена Цунаева, бывший руководитель ГБУ «Волгоградпатриотцентр»;
- Сергей Першин, директор ФГБУ «Роскультцентр»;
- Алиса Крюкова, директор ФГБУ «Росдетцентр»;
- Владимир Менников, исполнительный директор созданной оргкомитетом сочинской олимпиады «Ассоциации волонтерских центров»;
- Ольга Амельченкова, действующий (по состоянию на 2018 год) руководитель «Волонтеров Победы».

Соорганизатором акции «Бессмертный полк» является общественное движение «Бессмертный полк России», одним из учредителей которого является Елена Цунаева.
«Бессмертный полк» (по состоянию на 2018 год) проводился при поддержке федеральных структур — «Роспатриотцентра» и Федерального агентства по делам молодежи (Росмолодежь).

### Правила акции
Согласно уставу Межрегионального историко-патриотического общественного движения «Бессмертный полк», главной задачей движения является сохранение в каждой семье личной памяти о поколении Великой Отечественной войны. Участие в движении — сугубо добровольное и подразумевает, что участники акции выходят на неё с целью почтить память своего родственника — ветерана армии и флота, партизана, подпольщика, бойца Сопротивления, труженика тыла, узника концлагеря, блокадника или ребёнка войны. Участникам акции разрешается присоединиться к шествию или принести транспарант с портретом или фотографию к Вечному огню, иному памятному месту без обязательной регистрации где-либо. Вместе с этим желающим предоставляется возможность внести имя своего родственника с краткой биографией в список имён участников Великой Отечественной войны, находящийся на сайте движения «Бессмертный полк».
Одновременно устав накладывает некоторые ограничения на деятельность участников шествия. Участникам акции запрещено использовать «Бессмертный полк» в качестве рекламной площадки и демонстрировать на транспарантах любую корпоративную, политическую или иную не относящуюся к цели движения символику. Это же правило касается всего остального, что имеет отношение к «Бессмертному полку». Согласно уставу, акция должна быть некоммерческой, неполитической и негосударственной.

## Отношение к акции и критика организации
В 2019 году вызвали критику заявления организаторов акции «Бессмертный полк» о том, что участники с красными флагами и портретами Иосифа Сталина не могут присоединиться к шествию.
Глава КПРФ Геннадий Зюганов заявил, что тот, кто против коммунистической символики в «Бессмертном полку» — «антисоветчик и русофоб» и объявил акцию #ЦветПобедыКрасный.
В мае 2019 года председатель профсоюза «Альянс учителей», депутат петербургского МО «Морские ворота» Даниил Кен призывал учителей школ не участвовать в акции «Бессмертный полк». По его словам, чиновники, агитируя за участие в шествии и лично присутствуя на мероприятии, «пытаются использовать семейную память [простых россиян] в корыстных целях» — для самопиара или создания видимости единения власти и народа. По мнению депутата, за несколько лет акция стала заметным культурным явлением, и её стало подминать под себя государство. Под неё «подтащили» знамёна политических партий, рекламу коммерческих и государственных структур. «На акции стали пиариться чиновники с единственной целью — приватизировать победу 1945 года», — заявил он.
Кен отметил, что в Петербурге Смольный, районные и местные администрации стали организовывать шествия под тем же названием, но уже под знамёнами «Единой России». Депутат выразил убеждённость в том, что всё это делается ради сюжетов про патриотичность городской власти. «„Бессмертный полк“ усиленно превращают в пиар-полк чиновников», — заявил он. Кен подчеркнул, что это идёт вразрез с Уставом Полка, а именно пунктами «3»: «„Бессмертный полк“ — некоммерческая, неполитическая, негосударственная гражданская инициатива. Встать в ряды Полка может каждый гражданин, независимо от вероисповедания, национальности, политических и иных взглядов…», пунктом «4»: «Бессмертный полк не может быть имиджевой площадкой. Исключено использование любой корпоративной, политической или иной символики во всём, что имеет отношение к Бессмертному полку», и пунктом «5»: «Полк не может быть персонализирован ни в одном, даже самом уважаемом, человеке: политике, общественном деятеле (в том числе историческом), чиновнике. Полк — это миллионы ушедших и их потомки».
Случаи принуждения, особенно студентов и школьников, к участию в акции, с применением административного ресурса имели место и в предыдущие годы.
Такие факты были зафиксированы в Казани, Оренбурге, Республике Коми, Тверской области и других регионах. Сообщалось даже о «репетициях» шествия. Депутат Госдумы Е. В. Ревенко охарактеризовал всё это как «…верх циничного отношения к предкам, сражавшимся в годы Великой Отечественной войны за свободу страны».
По мнению антрополога Александры Архиповой, государство подменило смысл коллективной акции, подготовив почву для вторжения на Украину. Вместо семейной памяти о тяжёлой войне люди стали искать в прошлом повод для гордости и героизма, а также испытывать внушённое пропагандой опасение, что на «неонацистском Западе» стирают память о войне, а «значит, надо повторить».

### Использование наименования
Акция «Бессмертный полк» обрела такую популярность, что её наименование стало своеобразным брендом, — и для ряда мероприятий с иным содержанием придумывались названия, вызывавшие аллюзии с данной акцией.
В конце лета и осенью 2018 года различными политическими организациями были проведены марши «Позорный полк», на которых по улицам российских городов (Комсомольска-на-Амуре, Екатеринбурга и др.) проносились фотографии видных политических деятелей, поддержавших подъём пенсионного возраста. В рамках указанной акции также расклеивались листовки (например, в Санкт-Петербурге). В «Позорный полк» участники зачисляли всех депутатов Госдумы от «Единой России», Д. А. Медведева, В. В. Путина, В. И. Матвиенко.
Периодически проходят шествия обманутых дольщиков под названием «Бездомный полк», в которых участвуют как военнослужащие, так и гражданские лица, пострадавшие от недобросовестных застройщиков. В мае 2019 года мероприятия имели место в 21 регионе.
В 2015 году был инициирован и поныне функционирует в России, нескольких постсоветских странах, Германии и Израиле общественный проект «Бессмертный барак» по сохранению памяти о политических репрессиях в СССР. В рамках проекта волонтёры и историки ведут просветительскую работу, организуют публикацию семейных историй, фотографий, архивных документов, воспоминаний репрессированных и их родственников.

## Страны, в которых проходит акция
Акция «Бессмертный полк» охватывает более 80 государств и территорий:
| - Республика Абхазия (с 2014) - Австралия (с 2016) - Австрия (с 2016) - Азербайджан (с 2015) - Албания (с 2015) - Антарктика (с 2018) - Аргентина (с 2016) - Армения (с 2016) - Беларусь (с 2012) - Бельгия (с 2017) - Болгария (с 2015) - Босния и Герцеговина (с 2017) - Бразилия (с 2017) - Великобритания (с 2015 по 2021) - Венгрия (с 2016) - Венесуэла (2022) - Вьетнам (с 2017) - Германия (с 2015) - Гонконг (с 2019) - Греция (с 2015) - Грузия (с 2015) - Дания (с 2016) - Египет (с 2017) - Замбия (с 2018) - Израиль (с 2014) - Индия (с 2015) - Индонезия (с 2016) - Ирландия (с 2015 по 2021) - Исландия (с 2015) - Испания (с 2016) - Италия (с 2016) - Казахстан (с 2013) | - Камбоджа (с 2018) - Канада (с 2015) - Катар (с 2016) - Кипр (с 2016) - Кыргызстан (с 2013) - Китай (с 2016) - КНДР (с 2017) - Колумбия (с 2019) - Республика Корея (с 2015) - Республика Конго (с 2017) - Коста-Рика (с 2014) - Куба (с 2017) - Кувейт (с 2017) - Латвия (с 2015) - Ливан (с 2015) - Ливия (с 2017) - Литва (с 2016) - Люксембург (с 2017) - Северная Македония (с 2016) - Малайзия (с 2018) - Мальта (с 2016) - Марокко (с 2017) - Мексика (с 2015) - Республика Молдова (с 2016) - Монголия (с 2016) - Непал (с 2017) - Нигерия (с 2017) - Нидерланды (с 2014) - Новая Зеландия (с 2018) - Норвегия (с 2015) - Оман (с 2016) - Панама (с 2016) | - Польша (с 2014) - Португалия (с 2017) - Россия (с 2011) - Румыния (с 2016) - Сербия (с 2016) - Сирия (с 2018) - Словакия (с 2016) - Словения (с 2016) - США (с 2016 по 2021, с 2025) - Таджикистан (с 2016) - Таиланд (с 2016) - Тунис (с 2017) - Туркменистан (с 2015) - Турция (с 2016) - Узбекистан (с 2016) - Украина (с 2012 по 2014) - Филиппины (с 2018) - Финляндия (с 2015) - Франция (с 2016) - Хорватия (с 2016) - Черногория (с 2016) - Чехия (с 2016) - Чили (с 2018) - Швейцария (с 2016) - Швеция (с 2016) - Эстония (с 2015) - ЮАР (с 2016) - Южная Осетия (с 2013) - Япония (с 2017) |

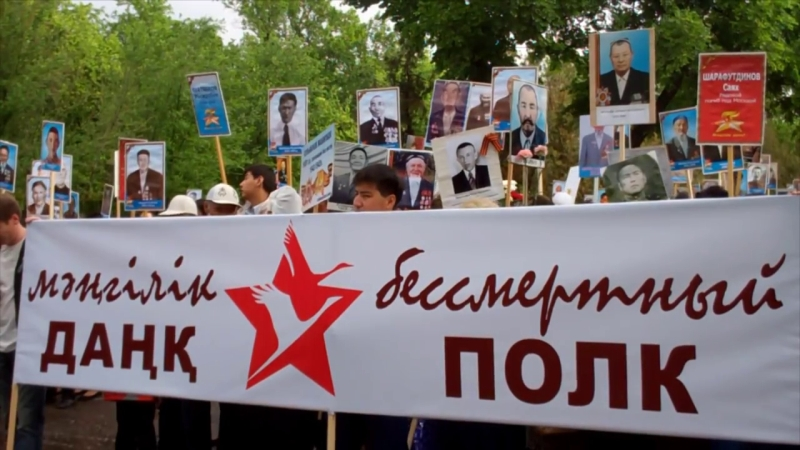
«Бессмертный полк» в Шымкенте, 9 мая 2015 года.
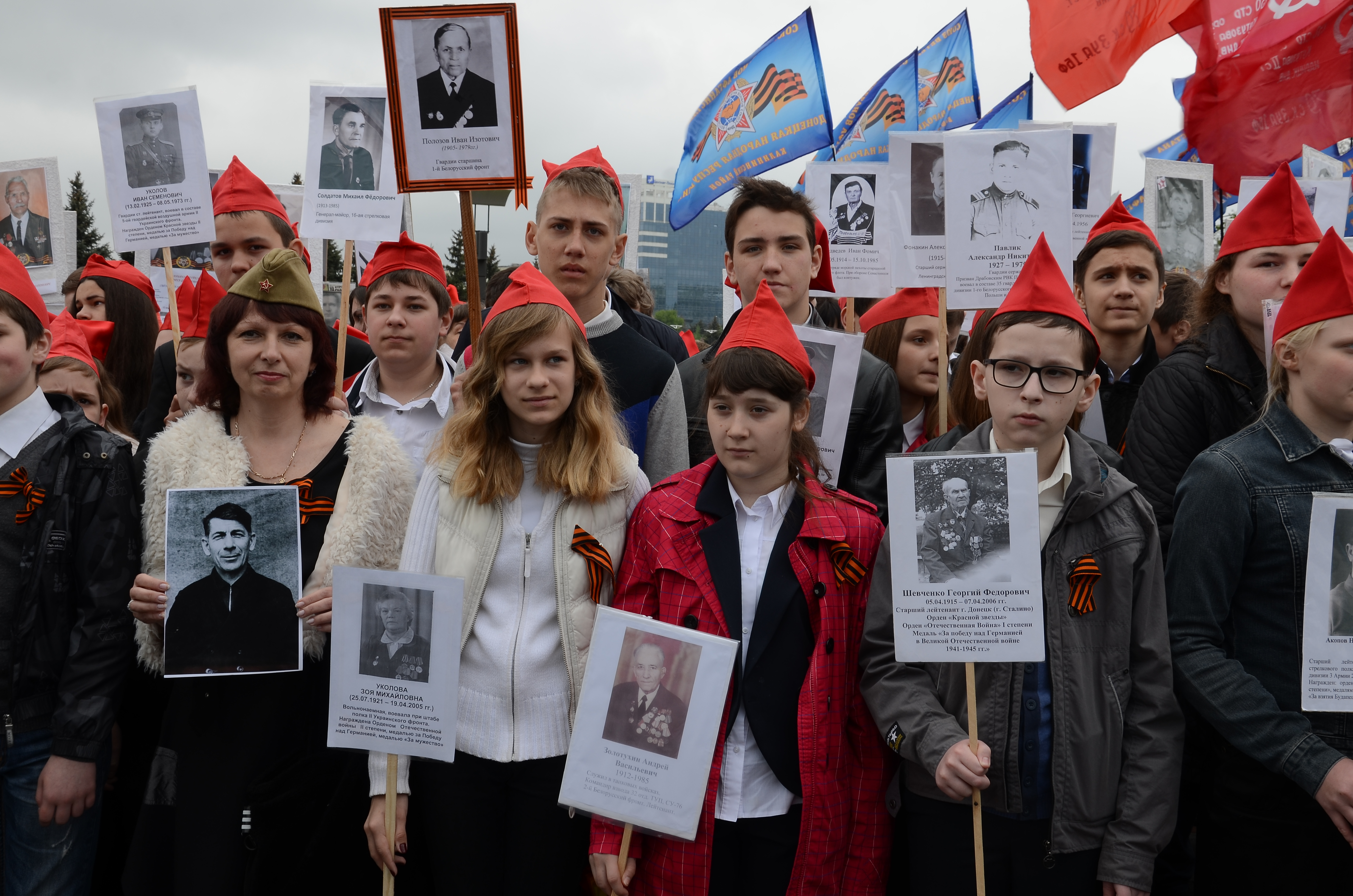
«Бессмертный полк» в Донецке, 9 мая 2015 года
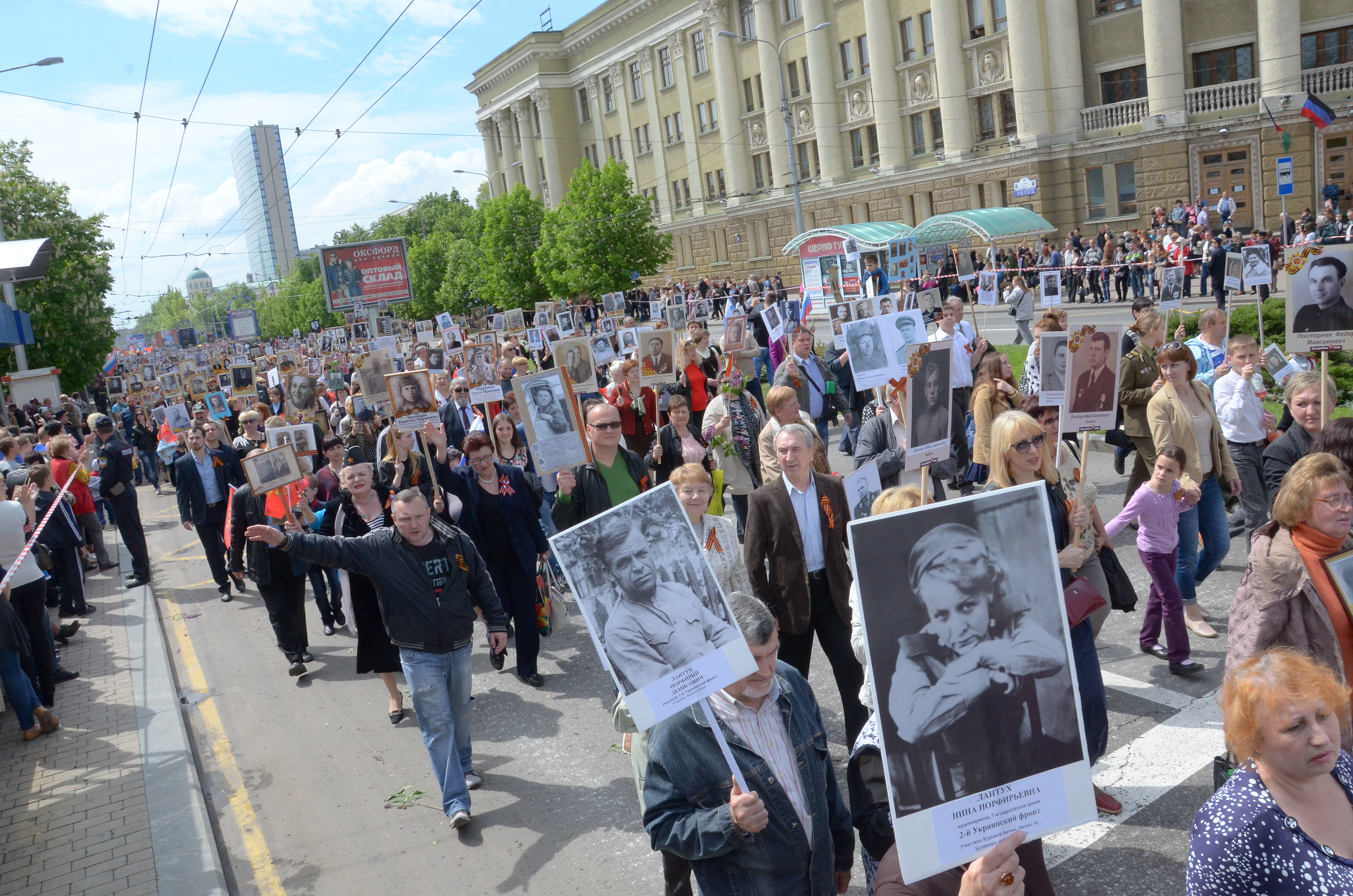
«Бессмертный полк» в Донецке, 9 мая 2016 года
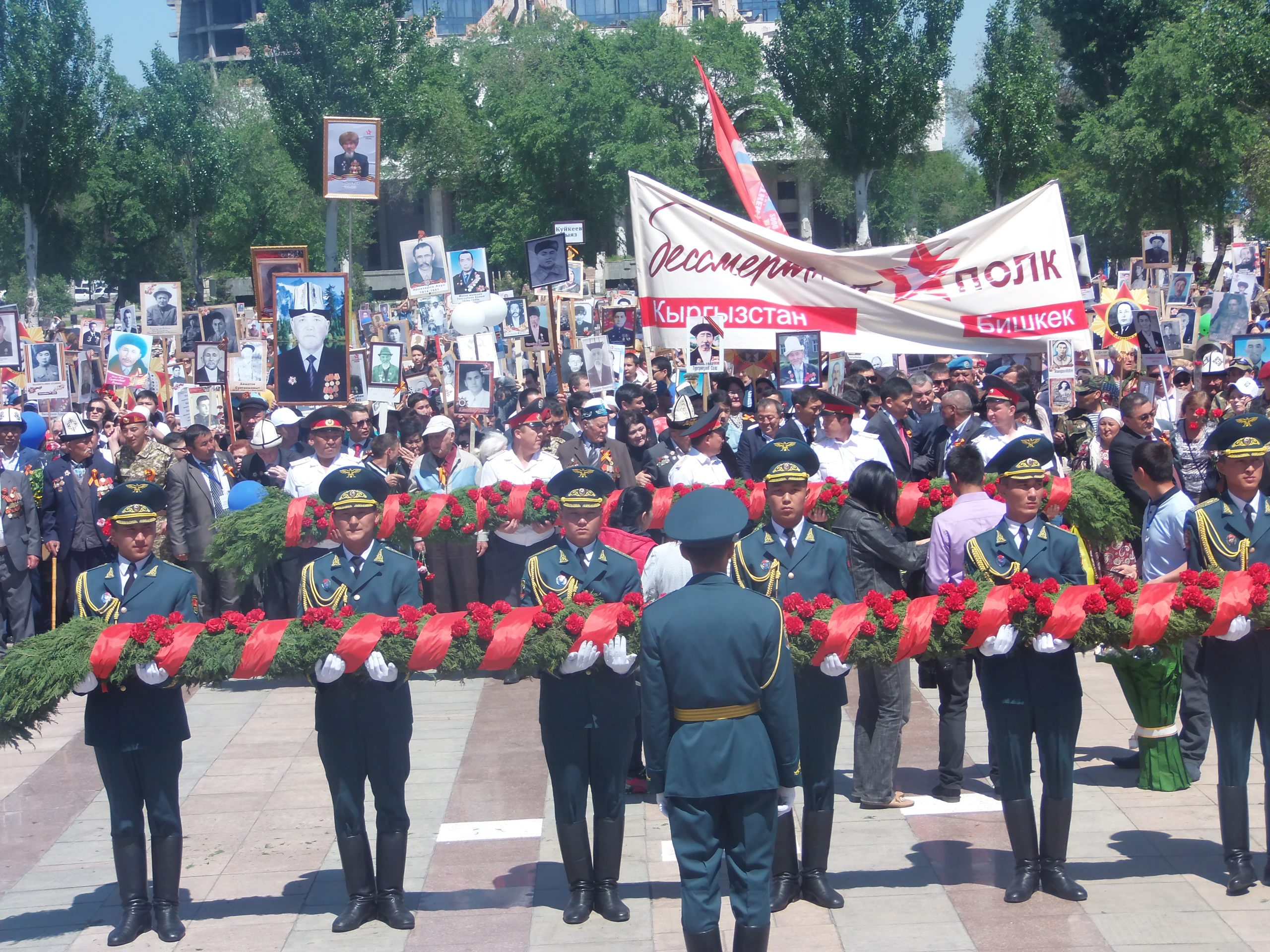
«Бессмертный полк» в Бишкеке, 9 мая 2017 года.
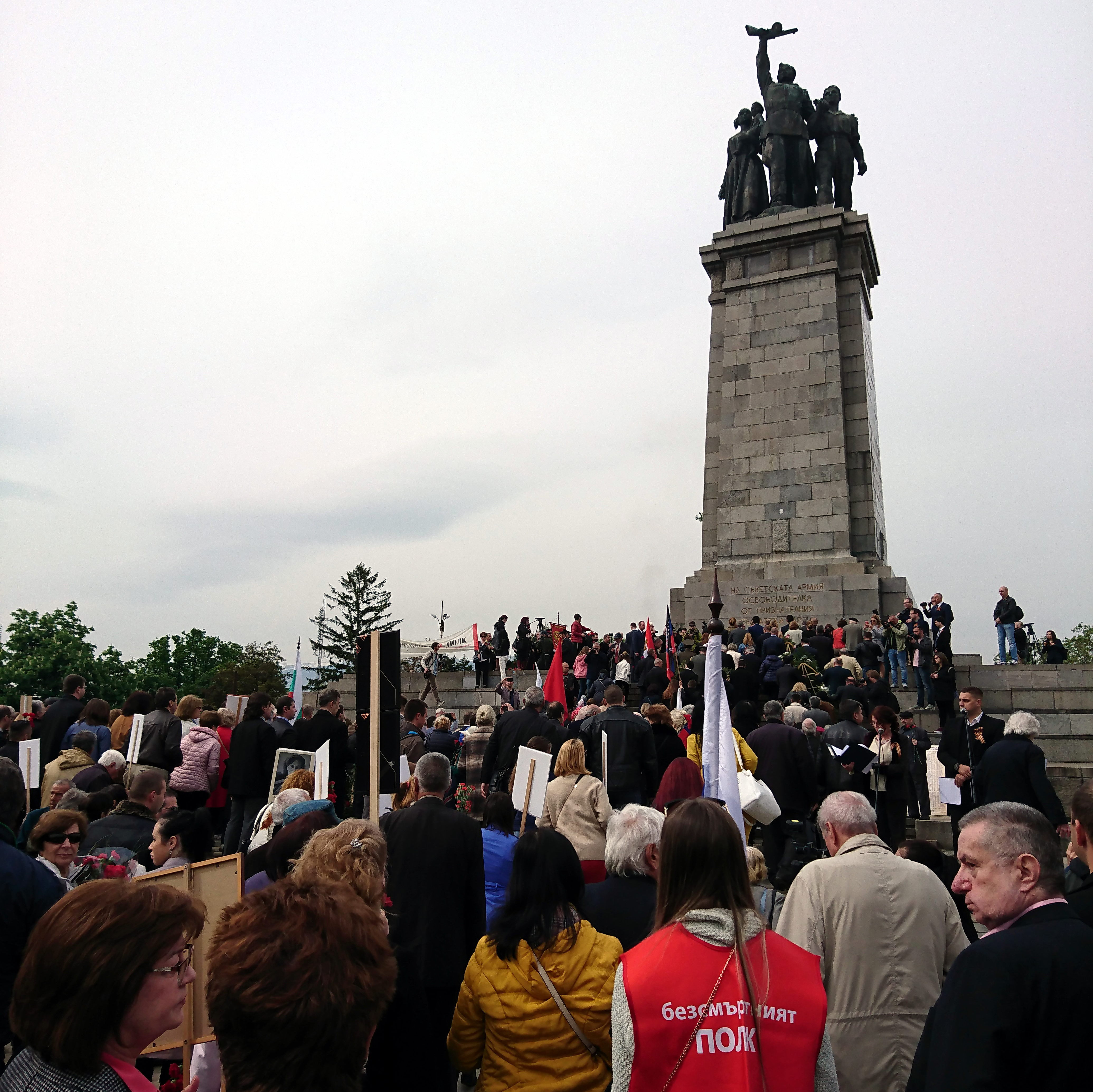
«Бессмертный полк» в Софии, 9 мая 2019 года
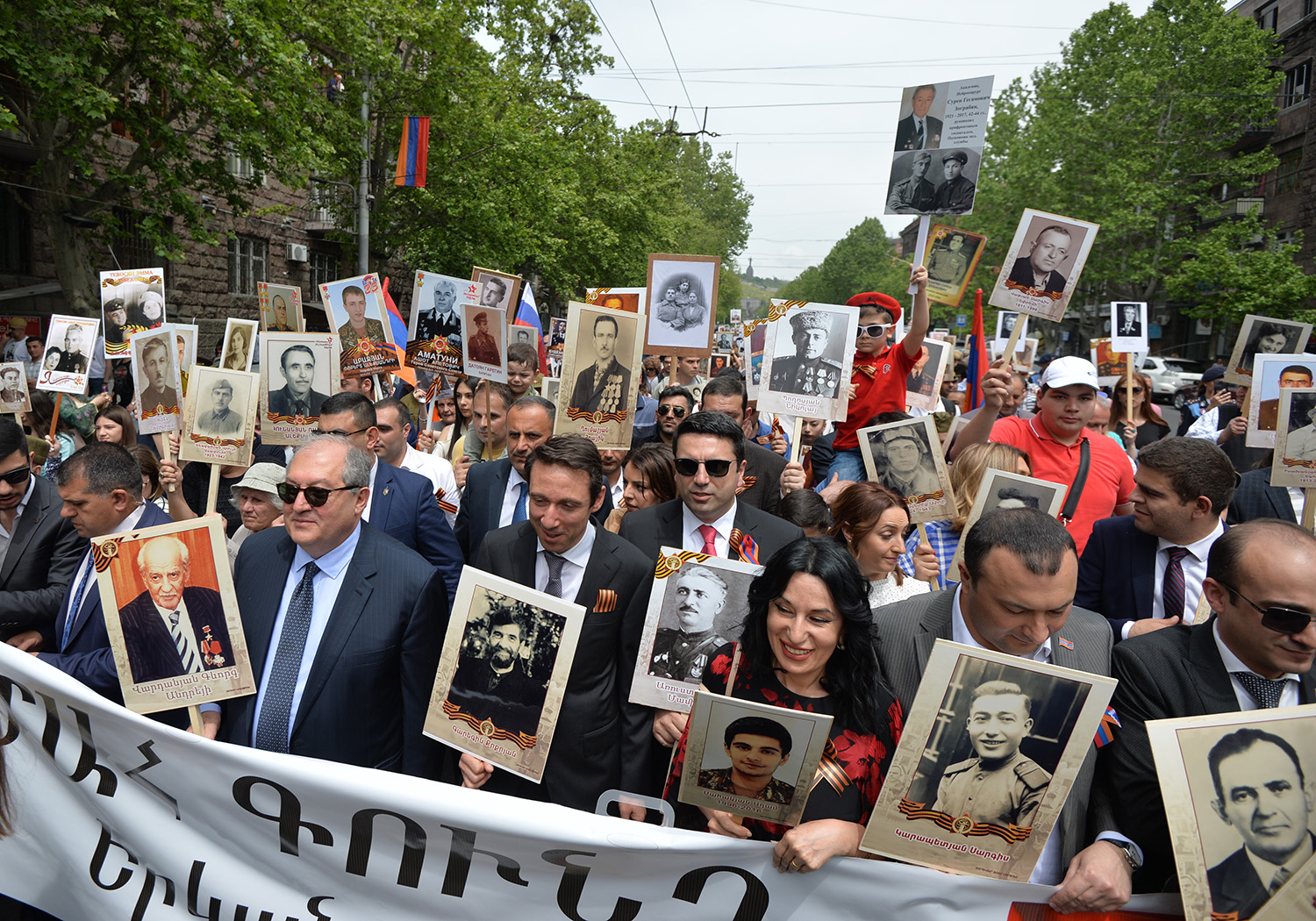
«Бессмертный полк» в Ереване, 9 мая 2019 года

### Фото и видео
- Видео марша «Бессмертный полк» в Москве 9 мая 2017 года
- Видео марша «Бессмертный полк» на Красной площади в Москве 9 мая 2015
- Гимн Бессмертного полка
- Песня Бессмертный полк
- Видео марша «Бессмертный полк» в г. Силламяэ (Эстония) 9 мая 2016 года
- Бессмертный полк России 2016
- Как создавался Бессмертный Полк. Специальный репортаж
- Первый Бессмертный Полк. Томск. 9 мая 2012 года
- Бессмертный полк шагает по стране. Видеообзор 2014 года
- Семейная летопись на сайте Бессмертного Полка
- Парад Победы и шествие Бессмертного полка в Белгороде
- Парад Победы и Бессмертный Полк в Донецке (фоторепортаж).